# Eldobható testek
Az Eldobható testek Brandon Hackett science fiction regénye. A mű az Agave Könyvek sorozatában jelent meg 2020-ban, ebben az évben E-könyv formátumban is kiadták. Az alkotást 2021-ben két kategóriában is Zsoldos Péter-díjjal jutalmazták.

## Történet
|  | Alább a cselekmény részletei következnek! |

2338-ban a Föld már nem létezik, egy szupernapkitörés kétmillió embert megölt, a bolygót lakhatatlanná tette. Az emberiség korábban készült az esetlegesen bekövetkező tragédiára, nagyszabású űrprojekt keretében az földlakók nagy részét a Jupiter és a Szaturnusz terraformált holdjaira és több ezer aszteroida belsejébe tervezett mesterséges életterekbe költöztették.
Vireni Orlando ügyésznő megpróbálja letartóztatni a világ leggazdagabb és legbefolyásosabb emberét. A nyomozás során megállapították, hogy Melvin Kadek több millió földlakó haláláért felelős. A dúsgazdag férfi megakadályozza a letartóztatását, sőt úgy állítja be a történteket, hogy Vireninek kell menekülnie az igazságszolgáltatás elől.
A végítélet napkitöréskor elpusztult áldozatok közül többek tudatát előtte digitalizálták. 91 évvel később új testet nyomtatattak maguknak, újhumán tudatként visszatértek, hogy a bűnösöket megbüntessék, kártérítést követeljenek. Az eldobható testek olyan újfajta technológia, amely lehetővé teszi, hogy bárki legyőzhesse a halált.
|  | Itt a vége a cselekmény részletezésének! |

## Főszereplők
- Vireni Orlando, ügyésznő
- Melvin Kadek, a naprendszer leggazdagabb embere
- Svetlana Kologda, főügyész
- Junita Mamer, a Libra[1] elnöknője
- Marion Cheng, Kadek felesége
- Evron Divan parancsnok, Orlndo férje
- Vulf Ein Navarr, az Űrfarkas
- Ariadne Viego, a Titán lánya

## Vélemények
Akik nyomon követik a szerző írásait, azok talán érteni fogják, ha azt mondom, hogy ez amolyan “szintézise” az eddigi Hackett-regényeknek. (Szigorúan a 2007 után írottaknak.) Van benne morális szembenállás, akárcsak a Xenóban, pörgős akció, mint Az időutazás napjában, az emberiség (közel)jövőjének izgalmas látképe, ami az Isten gépeit idézi, és a szerzőt már bő egy évtizede, A poszthumán döntés óta foglalkoztató transzhumanizmus...
Az Eldobható testek Brandon Hackett eddig legjobb, legkiforrottabb regénye, ahol a már korábbi regényekben is tapasztalt erősségei és a cselekmény szépen simulnak össze.
...az ismerős sci-fi ötleteknek, motívumoknak Hackett mindig tud egy sajátos ízt adni, nincs ez máshogy most sem: bár maradt pár kérdésem a testnyomtatós digitális létezés fenntarthatóságával kapcsolatban, magának az ötletnek minden lehetőségét kihasználja a szerző, és emellé egy jól átélhető Naprendszert vázol fel sok egyéb kisebb SF-motívum beolvasztásával...

## Díjak
- Zsoldos Péter-díj (2021)
- Monolit-díj (2021)
- Az év science-fiction könyve – SFF Vektor[4] (2021)[5]